# Enigmozaur
Enigmozaur (Enigmosaurus mongolensis) – wszystkożerny teropod z rodziny terizinozaurów (Therizinosauridae). Teropod spokrewniony z segnozaurem.

Jego nazwa znaczy "enigmatyczny jaszczur z Mongolii", tajemniczy jaszczur.
Żył w epoce późnej kredy (ok. 96-95 mln lat temu) na terenach centralnej Azji.

Długość ciała ok. 7 m, wysokość ok. 3 m, masa ok. 900 kg.

Jego szczątki znaleziono w Mongolii.